# Pectinophora
Pectinophora är ett släkte av fjärilar som beskrevs av August Busck 1917. Pectinophora ingår i familjen stävmalar, Gelechiidae.

## Dottertaxa tillPectinophora, i alfabetisk ordning[1][2]
- Pectinophora endema Common, 1958
- Pectinophora fusculella (Pagenstecher, 1900)
- Pectinophora gossypiella (Saunders, 1844), Bomullsmal

## Bildgalleri

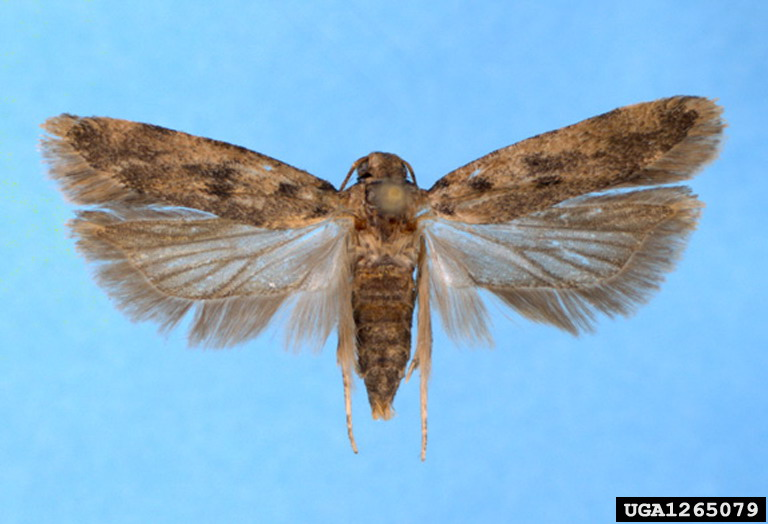
Bomullsmal, Pectinophora gossypiella, Preparerad (uppnålad) imago fjäril
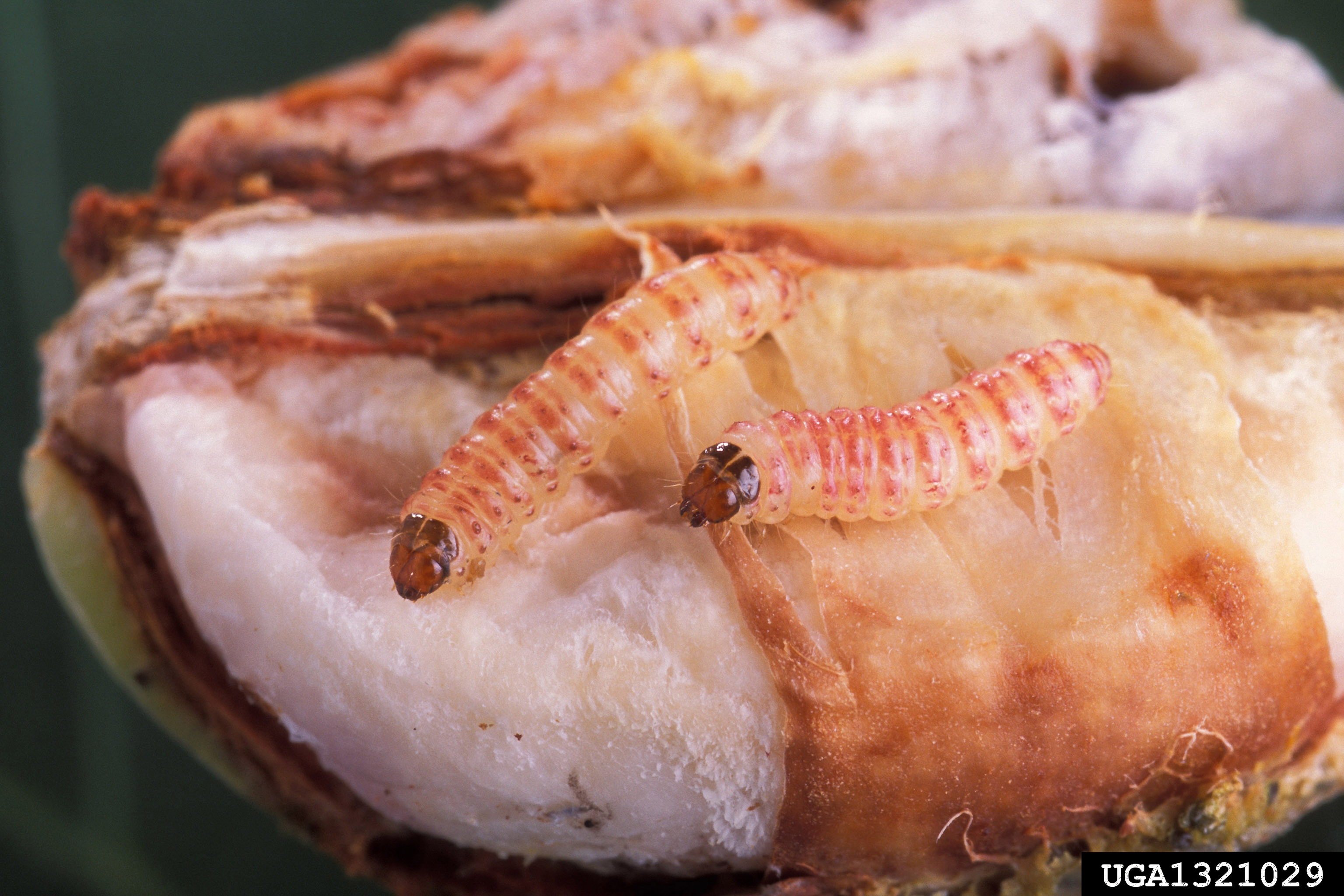
Bomullsmal, Pectinophora gossypiella, larver på bomullskapsel.
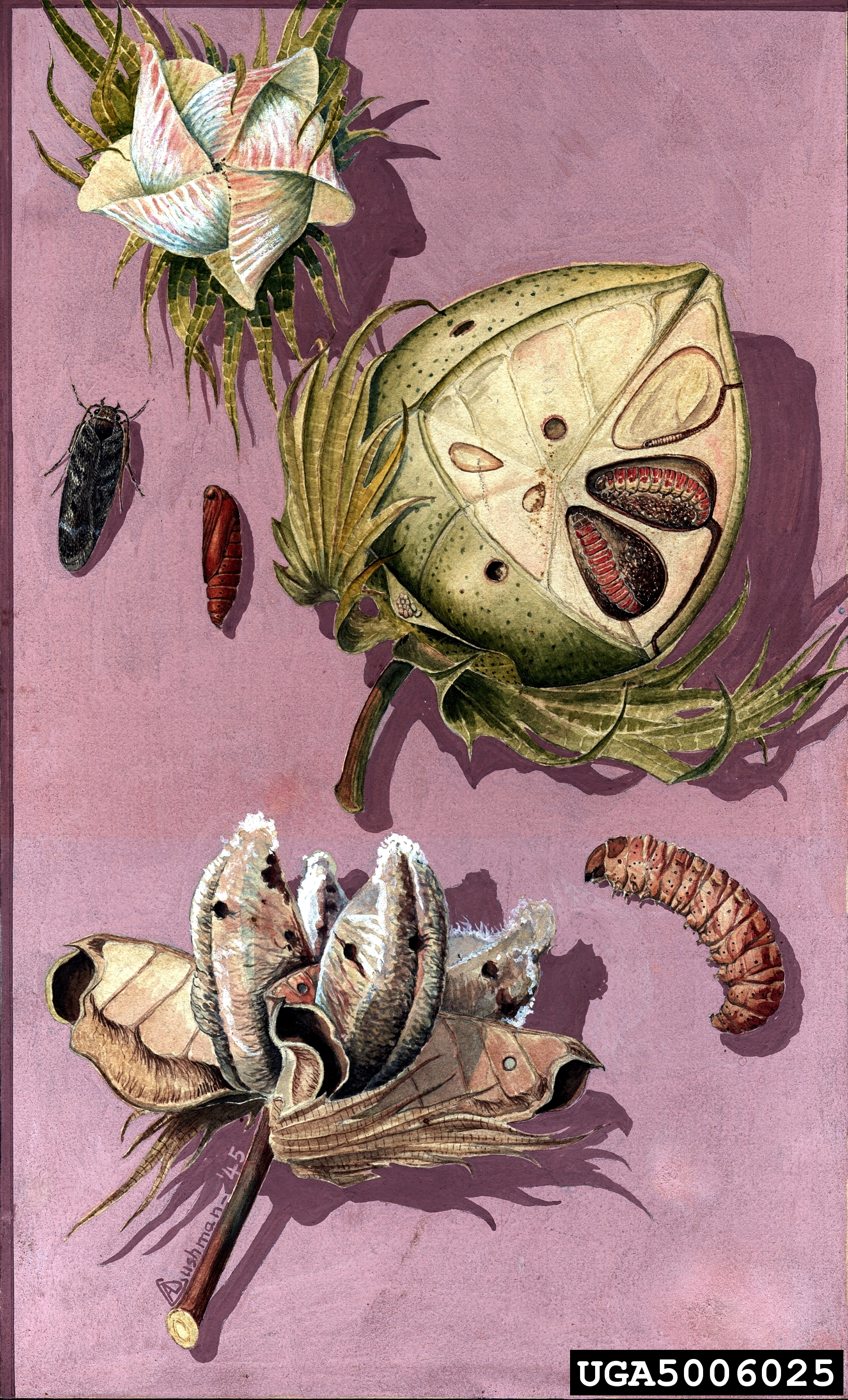
Bomullsmal, Pectinophora gossypiella, Skiss över angrepp på bomull